# Mètode de reducció de Gauss
El mètode de reducció de Gauss és un procediment sistemàtic de substitució matemàtica de {\displaystyle r} vectors d'una certa base de {\displaystyle E} pels {\displaystyle r} vectors de {\displaystyle {\mathcal {C}}} independents, per tal d'aconseguir una nova base de {\displaystyle E} i les expressions dels {\displaystyle k-r} vectors que queden a {\displaystyle {\mathcal {C}}} en aquesta nova base. El fet que tal substitució sigui possible en tots els casos està garantida pel teorema de substitució de Steinitz.
Sigui:
| {\displaystyle {\mathcal {C}}=\left\{u_{1},u_{2},\ldots ,u_{k}\right\}\,,\quad j>k\,,\ j\neq r} |

un conjunt de {\displaystyle k} vectors no nuls d'un espai vectorial {\displaystyle E} de dimensió {\displaystyle n}. Aquest conjunt conté un subconjunt maximal de {\displaystyle r} ({\displaystyle 0<r\leq k}) vectors independents.

## Les transformacions elementals i la seva justificació
Sigui
| {\displaystyle {\mathcal {B}}=\left\{e_{1},\ldots ,e_{n}\right\}\,,\quad j>k\,,\ j\neq r} |

una base de {\displaystyle E} i siguin
| {\displaystyle {\begin{aligned}u_{1}&=\lambda _{1}^{1}e_{1}+\lambda _{1}^{2}e_{2}+\cdots +\lambda _{1}^{n}e_{n}\\u_{2}&=\lambda _{2}^{1}e_{1}+\lambda _{2}^{2}e_{2}+\cdots +\lambda _{2}^{n}e_{n}\\\vdots &\vdots \\u_{k}&=\lambda _{k}^{1}e_{1}+\lambda _{k}^{2}e_{2}+\cdots +\lambda _{k}^{n}e_{n}\\\end{aligned}}} |

Les expressions dels vectors del conjunt {\displaystyle {\mathcal {C}}} en aquesta base. Hom sol disposar les components d'aquests vectors en una matriu de {\displaystyle k} columnes, en què cada columna conté les components d'un dels vectors:
| {\displaystyle {\begin{pmatrix}\lambda _{1}^{1}&\lambda _{2}^{1}&\ldots &\lambda _{k}^{1}\\\lambda _{1}^{2}&\lambda _{2}^{2}&\ldots &\lambda _{k}^{2}\\\vdots &\vdots &\vdots \,\vdots \,\vdots &\vdots \\\lambda _{1}^{n}&\lambda _{2}^{n}&\ldots &\lambda _{k}^{n}\end{pmatrix}}} |

Naturalment, permutar dues columnes d'aquesta matriu és permutar els corresponents vectors del conjunt {\displaystyle {\mathcal {C}}}, mentre que permutar-ne dues files correspon a permutar els corresponents vectors de la base {\displaystyle {\mathcal {B}}}. A part d'aquestes dues transformacions trivials, el mètode de reducció consisteix en l'aplicació sistemàtica i ordenada d'aquestes altres dues transformacions, dites transformacions elementals:

### Normalització d'una fila
Considerem el vector {\displaystyle u_{i}}, pel qual la component {\displaystyle \lambda _{i}^{j}}, que és a la fila {\displaystyle j} i a la columna {\displaystyle i}, no és nul·la. La fila {\displaystyle j}, que conté totes les components dels vectors corresponents al vector {\displaystyle e_{j}} de la base, s'anomena la fila pivot després de dividir tots els seus elements per {\displaystyle \lambda _{i}^{j}}:
| {\displaystyle {\begin{pmatrix}\lambda _{1}^{1}&\lambda _{2}^{1}&\ldots &\lambda _{i-1}^{1}&\lambda _{i}^{1}&\lambda _{i+1}^{1}&\ldots &\lambda _{k}^{1}\\\lambda _{1}^{2}&\lambda _{2}^{2}&\ldots &\lambda _{i-1}^{2}&\lambda _{i}^{2}&\lambda _{i+1}^{2}&\ldots &\lambda _{k}^{2}\\\vdots &\vdots &\vdots \,\vdots \,\vdots &\vdots &\vdots &\vdots &\vdots \,\vdots \,\vdots &\vdots \\\lambda _{1}^{j-1}&\lambda _{2}^{j-1}&\ldots &\lambda _{i-1}^{j-1}&\lambda _{i}^{j-1}&\lambda _{i+1}^{j-1}&\ldots &\lambda _{k}^{j-1}\\{\frac {\lambda _{1}^{j}}{\lambda _{i}^{j}}}&{\frac {\lambda _{2}^{j}}{\lambda _{i}^{j}}}&\ldots &{\frac {\lambda _{i-1}^{j}}{\lambda _{i}^{j}}}&{\frac {\lambda _{i}^{j}}{\lambda _{i}^{j}}}&{\frac {\lambda _{i+1}^{j}}{\lambda _{i}^{j}}}&\ldots &{\frac {\lambda _{k}^{j}}{\lambda _{i}^{j}}}\\\lambda _{1}^{j+1}&\lambda _{2}^{j+1}&\ldots &\lambda _{i-1}^{j+1}&\lambda _{i}^{j+1}&\lambda _{i+1}^{j+1}&\ldots &\lambda _{k}^{j+1}\\\vdots &\vdots &\vdots \,\vdots \,\vdots &\vdots &\vdots &\vdots &\vdots \,\vdots \,\vdots &\vdots \\\lambda _{1}^{n}&\lambda _{2}^{n}&\ldots &\lambda _{i-1}^{n}&\lambda _{i}^{n}&\lambda _{i+1}^{n}&\ldots &\lambda _{k}^{n}\\\end{pmatrix}}={\begin{pmatrix}\lambda _{1}^{1}&\lambda _{2}^{1}&\ldots &\lambda _{i-1}^{1}&\lambda _{i}^{1}&\lambda _{i+1}^{1}&\ldots &\lambda _{k}^{1}\\\lambda _{1}^{2}&\lambda _{2}^{2}&\ldots &\lambda _{i-1}^{2}&\lambda _{i}^{2}&\lambda _{i+1}^{2}&\ldots &\lambda _{k}^{2}\\\vdots &\vdots &\vdots \,\vdots \,\vdots &\vdots &\vdots &\vdots &\vdots \,\vdots \,\vdots &\vdots \\\lambda _{1}^{j-1}&\lambda _{2}^{j-1}&\ldots &\lambda _{i-1}^{j-1}&\lambda _{i}^{j-1}&\lambda _{i+1}^{j-1}&\ldots &\lambda _{k}^{j-1}\\\mu _{1}^{j}&\mu _{2}^{j}&\ldots &\mu _{i-1}^{j}&1&\mu _{i+1}^{j}&\ldots &\mu _{k}^{j}\\\lambda _{1}^{j+1}&\lambda _{2}^{j+1}&\ldots &\lambda _{i-1}^{j+1}&\lambda _{i}^{j+1}&\lambda _{i+1}^{j+1}&\ldots &\lambda _{k}^{j+1}\\\vdots &\vdots &\vdots \,\vdots \,\vdots &\vdots &\vdots &\vdots &\vdots \,\vdots \,\vdots &\vdots \\\lambda _{1}^{n}&\lambda _{2}^{n}&\ldots &\lambda _{i-1}^{n}&\lambda _{i}^{n}&\lambda _{i+1}^{n}&\ldots &\lambda _{k}^{n}\\\end{pmatrix}}} |

Aleshores, els vectors de {\displaystyle {\mathcal {C}}}, és a dir, les columnes de la matriu, queden expressats en la nova base
| {\displaystyle {\mathcal {B}}_{i}^{j}=\left\{e_{1},\ldots ,e_{j-1},\lambda _{i}^{j}e_{j},e_{j+1},\ldots ,e_{n}\right\}} |

que és la base
| {\displaystyle {\mathcal {B}}_{i}^{j}={\mathcal {B}}\backslash \left\{e_{j}\right\}\cup \left\{\lambda _{i}^{j}e_{j}\right\}} |

resultat de substituir el vector {\displaystyle e_{j}} pel vector {\displaystyle \lambda _{i}^{j}e_{j}}.

### Reducció de les altres files amb la fila pivot
Es tracta ara de substituir cadascuna de les files per la suma de la fila pivot multiplicada per l'oposat de l'element de la fila que s'està substituint que és a la columna on hi ha l'{\displaystyle 1} obtingut en el pas anterior amb la fila que s'està substituint: si la fila pivot era la fila {\displaystyle j} i volem reduir la fila {\displaystyle s} ({\displaystyle s\neq j}, naturalment!) les operacions a fer sobre aquesta fila {\displaystyle s} són:
| {\displaystyle \lambda _{1}^{s}-\lambda _{i}^{s}\mu _{1}^{j}\,,\quad \lambda _{2}^{s}-\lambda _{i}^{s}\mu _{2}^{j}\,,\quad \ldots \,,\quad \lambda _{k}^{s}-\lambda _{i}^{s}\mu _{k}^{j}} |

i, just en la columna {\displaystyle i}, el resultat és un zero:
| {\displaystyle \lambda _{i}^{s}-\lambda _{i}^{s}\mu _{i}^{j}=\lambda _{i}^{s}-\lambda _{i}^{s}\cdot 1=0} |

perquè, a la fila {\displaystyle i}, la fila pivot, {\displaystyle \mu _{i}^{j}={\frac {\lambda _{i}^{j}}{\lambda _{i}^{j}}}=1}.
Després de fer això amb les {\displaystyle n-1} files que no són la fila pivot, la matriu queda amb aquest aspecte:
| {\displaystyle {\begin{pmatrix}\mu _{1}^{1}&\mu _{2}^{1}&\ldots &\mu _{i-1}^{1}&0&\mu _{i+1}^{1}&\ldots &\mu _{k}^{1}\\\mu _{1}^{2}&\mu _{2}^{2}&\ldots &\mu _{i-1}^{2}&0&\mu _{i+1}^{2}&\ldots &\mu _{k}^{2}\\\vdots &\vdots &\vdots \,\vdots \,\vdots &\vdots &\vdots &\vdots &\vdots \,\vdots \,\vdots &\vdots \\\mu _{1}^{j-1}&\mu _{2}^{j-1}&\ldots &\mu _{i-1}^{j-1}&0&\mu _{i+1}^{j-1}&\ldots &\mu _{k}^{j-1}\\\mu _{1}^{j}&\mu _{2}^{j}&\ldots &\mu _{i-1}^{j}&1&\mu _{i+1}^{j}&\ldots &\mu _{k}^{j}\\\mu _{1}^{j+1}&\mu _{2}^{j+1}&\ldots &\mu _{i-1}^{j+1}&0&\mu _{i+1}^{j+1}&\ldots &\mu _{k}^{j+1}\\\vdots &\vdots &\vdots \,\vdots \,\vdots &\vdots &\vdots &\vdots &\vdots \,\vdots \,\vdots &\vdots \\\mu _{1}^{n}&\mu _{2}^{n}&\ldots &\mu _{i-1}^{n}&0&\mu _{i+1}^{n}&\ldots &\mu _{k}^{n}\\\end{pmatrix}}} |

Si s'analitza quin vector hi ha ara a una columna qualsevol: la columna {\displaystyle t}:
| {\displaystyle {\begin{aligned}\mu _{t}^{1}e_{1}+&\mu _{t}^{2}e_{2}+\cdots +\mu _{t}^{j-1}e_{j-1}+\mu _{t}^{j}u_{i}+\mu _{t}^{j+1}e_{j+1}+\cdots +\mu _{t}^{n}e_{n}=\\&=\left(\lambda _{t}^{1}-\lambda _{i}^{1}\mu _{t}^{j}\right)e_{1}+\left(\lambda _{t}^{2}-\lambda _{i}^{2}\mu _{t}^{j}\right)e_{2}+\cdots +\left(\lambda _{t}^{j-1}-\lambda _{i}^{j-1}\mu _{t}^{j}\right)e_{j-1}+\\&\quad +\mu _{t}^{j}u_{i}+\left(\lambda _{t}^{j+1}-\lambda _{i}^{j+1}\mu _{t}^{j}\right)e_{j+1}+\cdots +\left(\lambda _{t}^{n}-\lambda _{i}^{n}\mu _{t}^{j}\right)e_{n}=\\&=\lambda _{t}^{1}e_{1}+\lambda _{t}^{2}e_{2}+\cdots +\lambda _{t}^{j-1}e_{j-1}+\lambda _{t}^{j+1}e_{j+1}+\cdots +\lambda _{t}^{n}e_{n}+\\&\quad +\mu _{t}^{j}u_{i}-\lambda _{i}^{1}\mu _{t}^{j}e_{1}-\lambda _{i}^{2}\mu _{t}^{j}e_{2}-\cdots -\lambda _{i}^{j-1}\mu _{t}^{j}e_{j-1}-\lambda _{i}^{j+1}\mu _{t}^{j}e_{j+1}-\cdots -\lambda _{i}^{n}\mu _{t}^{j}e_{n}\\\end{aligned}}} |

però, com que,
| {\displaystyle u_{i}=\lambda _{i}^{1}e_{1}+\lambda _{i}^{2}e_{2}+\cdots +\lambda _{i}^{j-1}e_{j-1}+\lambda _{i}^{j}e_{j}+\lambda _{i}^{j+1}e_{j+1}+\cdots +\lambda _{i}^{n}e_{n}} |

resulta
| {\displaystyle {\begin{aligned}\mu _{t}^{j}u_{i}-\lambda _{i}^{1}\mu _{t}^{j}e_{1}-&\lambda _{i}^{2}\mu _{t}^{j}e_{2}-\cdots -\lambda _{i}^{j-1}\mu _{t}^{j}e_{j-1}-\lambda _{i}^{j+1}\mu _{t}^{j}e_{j+1}-\cdots -\lambda _{i}^{n}\mu _{t}^{j}e_{n}=\\&=\mu _{t}^{j}\lambda _{i}^{j}e_{j}={\frac {\lambda _{t}^{j}}{\lambda _{i}^{j}}}\,\lambda _{i}^{j}e_{j}=\lambda _{t}^{j}e_{j}\end{aligned}}} |

i, finalment,
| {\displaystyle {\begin{aligned}\mu _{t}^{1}e_{1}&+\mu _{t}^{2}e_{2}+\cdots +\mu _{t}^{j-1}e_{j-1}+\mu _{t}^{j}u_{i}+\mu _{t}^{j+1}e_{j+1}+\cdots +\mu _{t}^{n}e_{n}=\\&=\lambda _{t}^{1}e_{1}+\lambda _{t}^{2}e_{2}+\cdots +\lambda _{t}^{j-1}e_{j-1}+\lambda _{t}^{j}e_{j}+\lambda _{t}^{j+1}e_{j+1}+\cdots +\lambda _{t}^{n}e_{n}=u_{t}\end{aligned}}} |

és a dir, el mateix vector que ja hi havia en aquesta columna, però ara expressat en la base
| {\displaystyle {\mathcal {BR}}_{i}^{j}=\left\{e_{1},\ldots ,e_{j-1},u_{i},e_{j+1},\ldots ,e_{n}\right\}} |

que és la base
| {\displaystyle {\mathcal {BR}}_{i}^{j}={\mathcal {B}}\backslash \left\{e_{j}\right\}\cup \left\{u_{i}\right\}} |

resultat de substituir el vector {\displaystyle e_{j}} pel vector {\displaystyle u_{i}}.
Així, doncs, escollir una fila, {\displaystyle j}, normalitzar-la tot dividint-la per l'element (que ha de ser no nul) de la seva columna {\displaystyle i} per usar-la com a fila pivot i després reduir les altres files té com a resultat que tots els vectors (les columnes) quedin expressats en una nova base, obtinguda de l'antiga per substitució del seu vector {\displaystyle j}-èsim pel vector representat a la columna {\displaystyle i}.

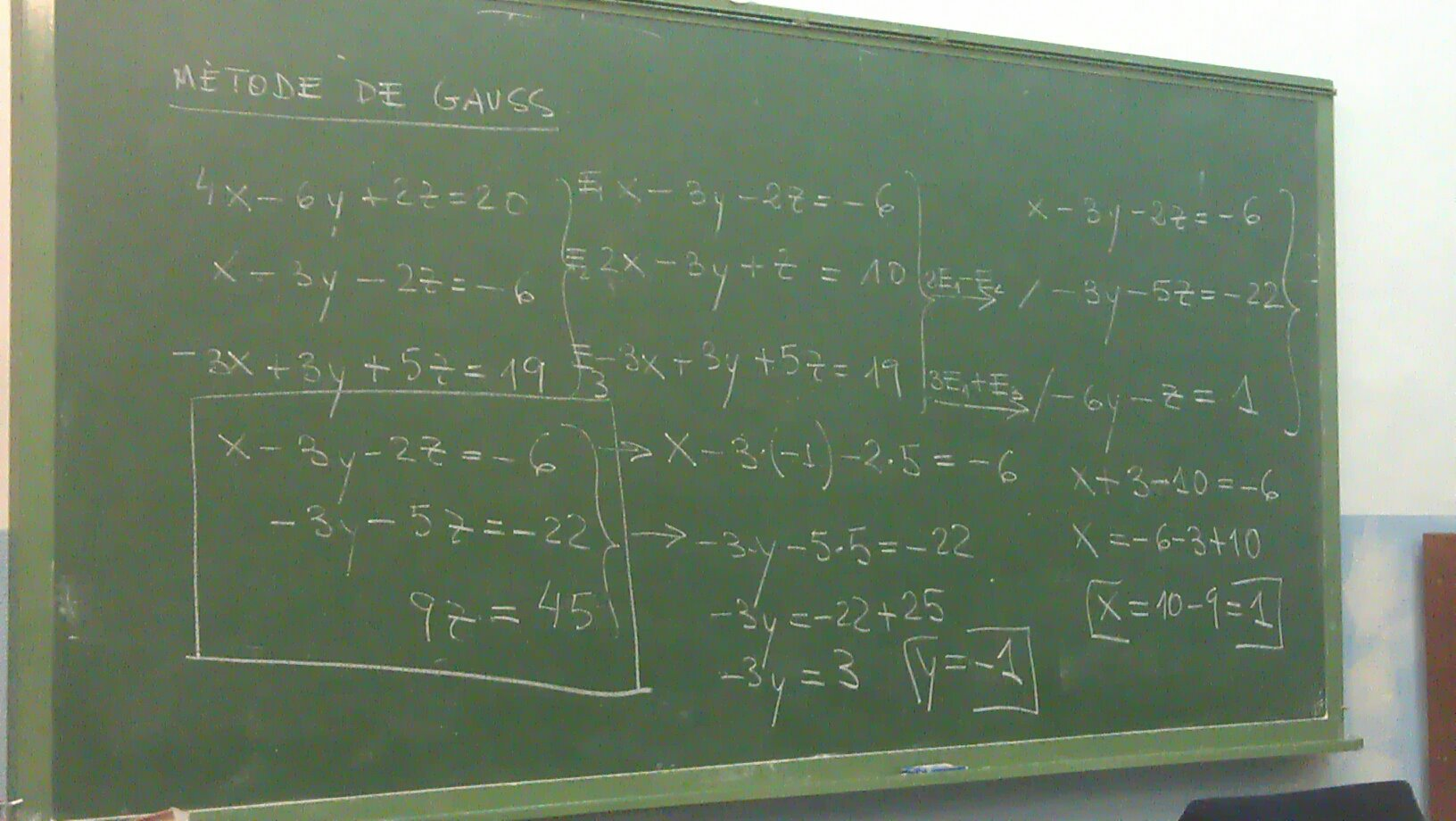
Mètode de Gauss.

## Exemple pràctic
A la pràctica no cal amoinar-se per quins canvis de base s'estan produint. Només cal saber que, després del procés complet, tindrem ben distingits els {\displaystyle r} vectors linealment independents del conjunt {\displaystyle {\mathcal {C}}} i l'expressió dels {\displaystyle k-r} que queden com a combinació lineal dels {\displaystyle r} vectors independents. Vegem-ne un exemple:
Considerem els cinc vectors
| {\displaystyle u_{1}={\begin{pmatrix}5\\3\\2\\1\\\end{pmatrix}}\,,\quad u_{2}={\begin{pmatrix}-1\\4\\1\\3\\\end{pmatrix}}\,,\quad u_{3}={\begin{pmatrix}11\\2\\3\\-1\\\end{pmatrix}}\,,\quad u_{4}={\begin{pmatrix}6\\2\\-1\\-2\\\end{pmatrix}}\,,\quad u_{5}={\begin{pmatrix}3\\8\\6\\7\\\end{pmatrix}}} |

que disposarem en la matriu de quatre files (la dimensió de l'espai al qual pertanyen) i cinc columnes (el nombre de vectors que hi ha):
| {\displaystyle {\begin{pmatrix}5&-1&11&6&3\\3&4&2&2&8\\2&1&3&-1&6\\1&3&-1&-2&7\\\end{pmatrix}}} |

Comencem per la primera columna (pel vector {\displaystyle u_{1}}) i podem escollir per normalitzar i ser fila pivot qualsevol de les files en les que en la primera columna no hi hagi un zero. En el nostre cas, podem escollir-ne qualsevol, però agafarem la quarta, perquè l'element de la fila 4 i columna 1 ja val 1 i no cal normalitzar.
Com que estem en la primera de les reduccions, posem aquesta fila, la fila pivot, com a primera fila, permutant-la amb la primera:
| {\displaystyle {\begin{pmatrix}1&3&-1&-2&7\\3&4&2&2&8\\2&1&3&-1&6\\5&-1&11&6&3\\\end{pmatrix}}} |

i ara reduim les altres tres files. Per reduir la segona, cal sumar-li la fila pivot multiplicada per {\displaystyle -3}, que és l'oposat de l'element d'aquesta segona fila a la columna 1:
| {\displaystyle {\begin{matrix}+\\\\\end{matrix}}\;{\begin{matrix}3&\quad &4&\quad &2&\quad &2&\quad &8\\-3\cdot 1&\quad &-3\cdot 3&\quad &-3\cdot (-1)&\quad &-3\cdot (-2)&\quad &-3\cdot 7\\\hline 0&\quad &-5&\quad &5&\quad &8&\quad &-13\\\end{matrix}}} |

Per reduir la tercera, cal sumar-li la fila pivot multiplicada per {\displaystyle -2}, que és l'oposat de l'element d'aquesta tercera fila a la columna 1:
| {\displaystyle {\begin{matrix}+\\\\\end{matrix}}\;{\begin{matrix}2&\quad &1&\quad &3&\quad &-1&\quad &6\\-2\cdot 1&\quad &-2\cdot 3&\quad &-2\cdot (-1)&\quad &-2\cdot (-2)&\quad &-2\cdot 7\\\hline 0&\quad &-5&\quad &5&\quad &3&\quad &-8\\\end{matrix}}} |

I, per reduir la quarta, cal sumar-li la fila pivot multiplicada per {\displaystyle -5}, que és l'oposat de l'element d'aquesta quarta fila a la columna 1:
| {\displaystyle {\begin{matrix}+\\\\\end{matrix}}\;{\begin{matrix}5&\quad &-1&\quad &11&\quad &6&\quad &3\\-5\cdot 1&\quad &-5\cdot 3&\quad &-5\cdot (-1)&\quad &-5\cdot (-2)&\quad &-5\cdot 7\\\hline 0&\quad &-16&\quad &16&\quad &16&\quad &-32\\\end{matrix}}} |

i la matriu, després d'aquesta primera reducció, queda
| {\displaystyle {\begin{pmatrix}1&3&-1&-2&7\\0&-5&5&8&-13\\0&-5&5&3&-8\\0&-16&16&16&-32\\\end{pmatrix}}} |

Ara anem per la segona reducció. Prenem la segona columna (la del vector {\displaystyle u_{2}}) i podem escollir per normalitzar i ser fila pivot qualsevol de les tres files que encara no han actuat com a pivot (això n'exclou la primera) en les que en la segona columna no hi hagi un zero. En el nostre cas, podem escollir-ne qualsevol, però agafarem la quarta, perquè la normalització, que és dividir-la per {\displaystyle -16} serà senzilla.
Com que estem en la segona de les reduccions, posem aquesta fila, la fila pivot, ja normalitzada, com a segona fila, permutant-la amb la segona:
| {\displaystyle {\begin{pmatrix}1&3&-1&-2&7\\0&1&-1&-1&2\\0&-5&5&3&-8\\0&-5&5&8&-13\\\end{pmatrix}}} |

i ara reduim les altres tres. Per reduir la primera fila, cal sumar-li la fila pivot multiplicada per {\displaystyle -3}, que és l'oposat de l'element d'aquesta primera fila a la columna 2:
| {\displaystyle {\begin{matrix}+\\\\\end{matrix}}\;{\begin{matrix}1&\quad &3&\quad &-1&\quad &-2&\quad &7\\-3\cdot 0&\quad &-3\cdot 1&\quad &-3\cdot (-1)&\quad &-3\cdot (-1)&\quad &-3\cdot 2\\\hline 1&\quad &0&\quad &2&\quad &1&\quad &1\\\end{matrix}}} |

Per reduir la tercera, cal sumar-li la fila pivot multiplicada per {\displaystyle 5}, que és l'oposat de l'element d'aquesta tercera fila a la columna 2:
| {\displaystyle {\begin{matrix}+\\\\\end{matrix}}\;{\begin{matrix}0&\quad &-5&\quad &5&\quad &3&\quad &-8\\5\cdot 0&\quad &5\cdot 1&\quad &5\cdot (-1)&\quad &5\cdot (-1)&\quad &5\cdot 2\\\hline 0&\quad &0&\quad &0&\quad &-2&\quad &2\\\end{matrix}}} |

I, per reduir la quarta, cal sumar-li la fila pivot multiplicada per {\displaystyle 5}, que és l'oposat de l'element d'aquesta quarta fila a la columna 2:
| {\displaystyle {\begin{matrix}+\\\\\end{matrix}}\;{\begin{matrix}0&\quad &-5&\quad &5&\quad &8&\quad &-13\\5\cdot 0&\quad &5\cdot 1&\quad &5\cdot (-1)&\quad &5\cdot (-1)&\quad &5\cdot 2\\\hline 0&\quad &0&\quad &0&\quad &3&\quad &-3\\\end{matrix}}} |

i, acabada la segona reducció, la matriu queda
| {\displaystyle {\begin{pmatrix}1&0&2&1&1\\0&1&-1&-1&2\\0&0&0&-2&2\\0&0&0&3&-3\\\end{pmatrix}}} |

Comencem la tercera reducció: ens fixem en la tercera columna (la del vector {\displaystyle u_{3}}) i podem escollir per normalitzar i ser fila pivot qualsevol de les dues files que encara no han actuat com a pivot (això n'exclou la primera i la segona) en les que en la tercera columna no hi hagi un zero. Però no podem fer-ho, perquè en aquesta tercera columna, després de la segona fila ja tot són zeros. Aleshores, cal passar a la quarta columna i escollir una fila per a esdevenir el nou pivot. Com que l'element de la quarta columna (la del vector {\displaystyle u_{4}}) i fila tercera no és zero, podem prendre aquesta tercera fila com a pivot. La normalitzem i, com que estem a la tercera reducció i ja està al tercer lloc no cal fer permutacions de files ara. La matriu ha quedat així:
| {\displaystyle {\begin{pmatrix}1&0&2&1&1\\0&1&-1&-1&2\\0&0&0&1&-1\\0&0&0&3&-3\\\end{pmatrix}}} |

i, després de, amb el mateix mètode que les reduccions anteriors, reduir les altres tres files, obtenim
| {\displaystyle {\begin{pmatrix}1&0&2&0&2\\0&1&-1&0&1\\0&0&0&1&-1\\0&0&0&0&0\\\end{pmatrix}}} |

Ara ja no hi ha cas per a una quarta reducció, perquè a totes les columnes que queden, després de la tercera fila ja tot són zeros: el procés, doncs, ha acabat.
El que n'hem obtingut és l'expressió dels vectors {\displaystyle u_{1}}, {\displaystyle u_{2}}, {\displaystyle u_{3}}, {\displaystyle u_{4}} i {\displaystyle u_{5}} en una nova base, i és aquesta:
| {\displaystyle u_{1}={\begin{pmatrix}1\\0\\0\\0\\\end{pmatrix}}\,,\quad u_{2}={\begin{pmatrix}0\\1\\0\\0\\\end{pmatrix}}\,,\quad u_{3}={\begin{pmatrix}2\\-1\\0\\0\\\end{pmatrix}}\,,\quad u_{4}={\begin{pmatrix}0\\0\\1\\0\\\end{pmatrix}}\,,\quad u_{5}={\begin{pmatrix}2\\1\\-1\\0\\\end{pmatrix}}} |

on ara és clar que els vectors {\displaystyle u_{1}}, {\displaystyle u_{2}} i {\displaystyle u_{4}} són linealment independents, i que
| {\displaystyle u_{3}=2u_{1}-u_{2}\,,\quad u_{5}=2u_{1}+u_{2}-u_{4}} |

l'objectiu a aconseguir.

## Usos principals del mètode
A part la determinació de quins vectors d'un conjunt són linealment independents i com s'expressen els altres en funció d'aquests que ja s'ha descrit, el mètode de reducció de Gauss es fa servir per a:
- Determinar l'existència i unicitat de la solució d'un sistema d'equacions.[1]

- Càlcul del rang d'un conjunt de vectors o d'una matriu.

- Càlcul de les solucions de sistemes d'equacions lineals.

- Càlcul de la matriu inversa, si en té, d'una matriu donada.

- Càlcul del determinant d'una matriu.

## Variants: Gauss vs. Gauss-Jordan
Si només cal calcular el rang d'un conjunt de vectors o d'una matriu, aleshores es pot seguir el procés tot ometent la reducció de les files que són per damunt de la fila pivot. El resultat és, aleshores, una matriu triangular superior. Per exemple, la reducció de la matriu
| {\displaystyle {\begin{pmatrix}5&-1&11&6&3\\3&4&2&2&8\\2&1&3&-1&6\\1&3&-1&-2&7\\\end{pmatrix}}} |

de l'exemple feta així donaria com a matriu reduïda
| {\displaystyle {\begin{pmatrix}1&3&-1&-2&7\\0&1&-1&-1&2\\0&0&0&1&-1\\0&0&0&0&0\\\end{pmatrix}}} |

en la qual, segueix ben manifesta la independència lineal dels vectors {\displaystyle u_{1}}, {\displaystyle u_{2}} i {\displaystyle u_{4}}, però les relacions
| {\displaystyle u_{3}=2u_{1}-u_{2}\,,\quad u_{5}=2u_{1}+u_{2}-u_{4}} |

no són evidents a cop d'ull. El procés, fet així, en els països de parla anglesa, se sol conèixer com a Gauss elimination, mentre que el procediment complet, en aquests ambients, és Gauss-Jordan elimination.

## Implementació en codiJava
La classe següent implementa el mètode de reducció de Gauss per a matrius de nombres reals, quadrades o no. Els comentaris n'il·lustren la funcionalitat.

## Implementacions externes
- LinearEquations.c Algorisme de reducció de Gauss en llenguatge C Arxivat 2011-10-22 a Wayback Machine.
- Algorisme de reducció de Gauss en llenguatge Matlab
- Algorisme de reducció de Gauss en llenguatge Python